# Móder László
Móder László, Ladislav Móder (Tardoskedd, 1945. december 2. – Érsekújvár, 2006. december 2.) magyar nemzetiségű szlovák labdarúgó, csatár. Testvére Móder József (1947–) csehszlovák válogatott labdarúgó.

## Pályafutása
Az ŠK Tvrdošovce korosztályos csapatában kezdte a labdarúgást. 1967-ig az FK Nové Zámky labdarúgója volt. 1967 és 1973 között a Slovan Bratislava csapatában szerepelt. A Slovannal egy-egy csehszlovák bajnoki címet és kupagyőzelmet ért el. Tagja volt az 1968–69-es idényben KEK-győztes együttesnek.
Az 1970-es mexikói világbajnokságra készülő csehszlovák válogatott bő keretének a tagja volt, de sérülés miatt nem került be az utazó keretbe.

## Sikerei, díjai
Slovan Bratislava
- Csehszlovák bajnokság
  - bajnok: 1969–70
- Csehszlovák kupa
  - győztes: 1968
- Kupagyőztesek Európa-kupája (KEK)
  - győztes: 1968–69